# Kanton Aubagne-Ouest
Der Kanton Aubagne-Ouest war von 2003 bis 2015 ein französischer Wahlkreis im Département Bouches-du-Rhône in der Region Provence-Alpes-Côte d’Azur. Er umfasste zwei Gemeinden im Arrondissement Marseille; sein Hauptort (frz.: chef-lieu) war Aubagne. Die landesweiten Änderungen in der Zusammensetzung der Kantone brachten im März 2015 seine Auflösung. Er bestand aus folgenden Gemeinden:
| Gemeinde              | Einwohner (Stand: 2022) | Code postal | Code Insee |
| --------------------- | ----------------------- | ----------- | ---------- |
| Aubagne *             | 47.724                  | 13400       | 13005      |
| La Penne-sur-Huveaune | 6618                    | 13821       | 13070      |

* Teilbereich. Die angegebene Einwohnerzahl bei Aubagne betrifft die in mehrere Kantone aufgeteilte Gesamtgröße der Stadt.